# Pedro Atanasio Bocanegra

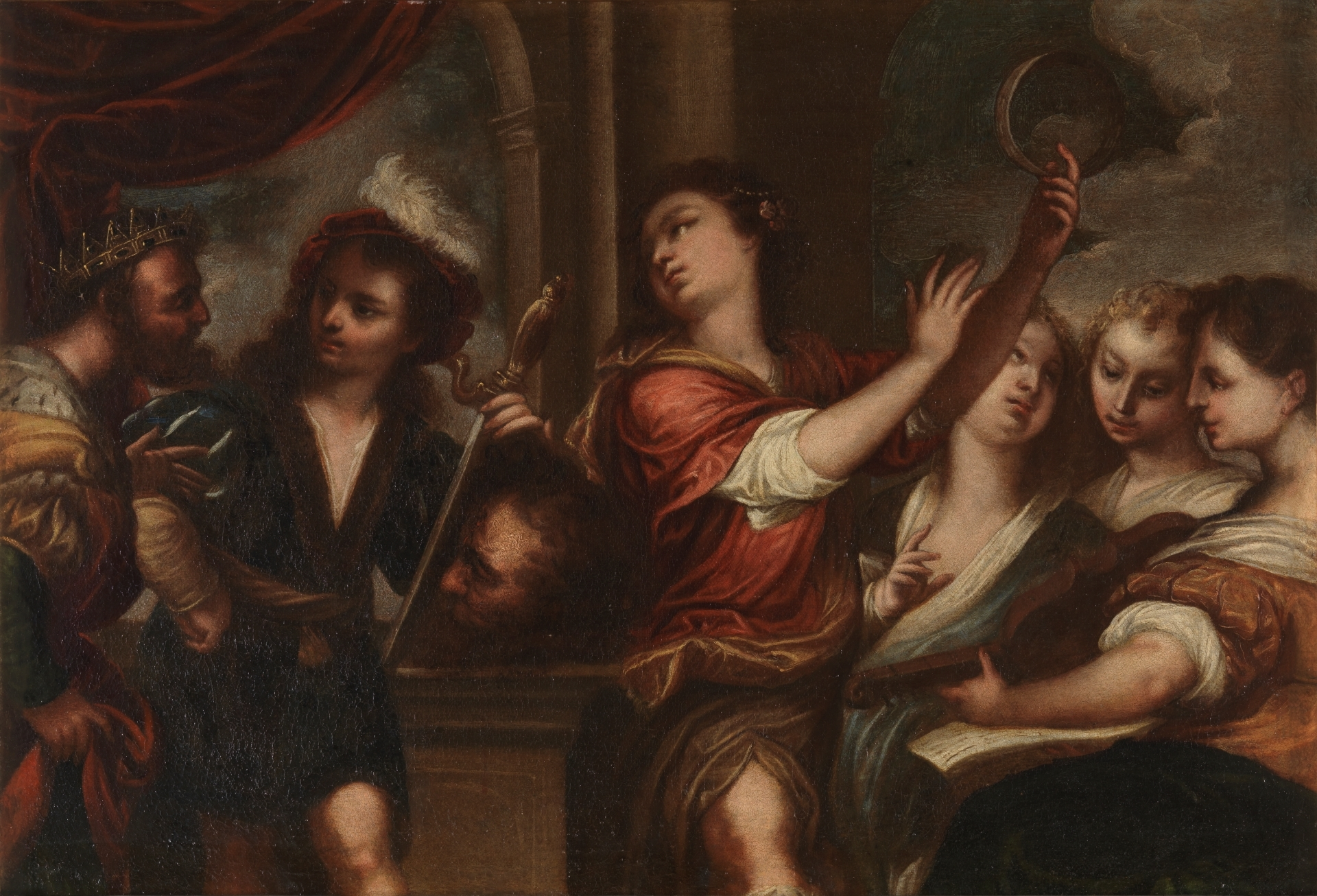
Trionfo di Davide, Museo del Prado.

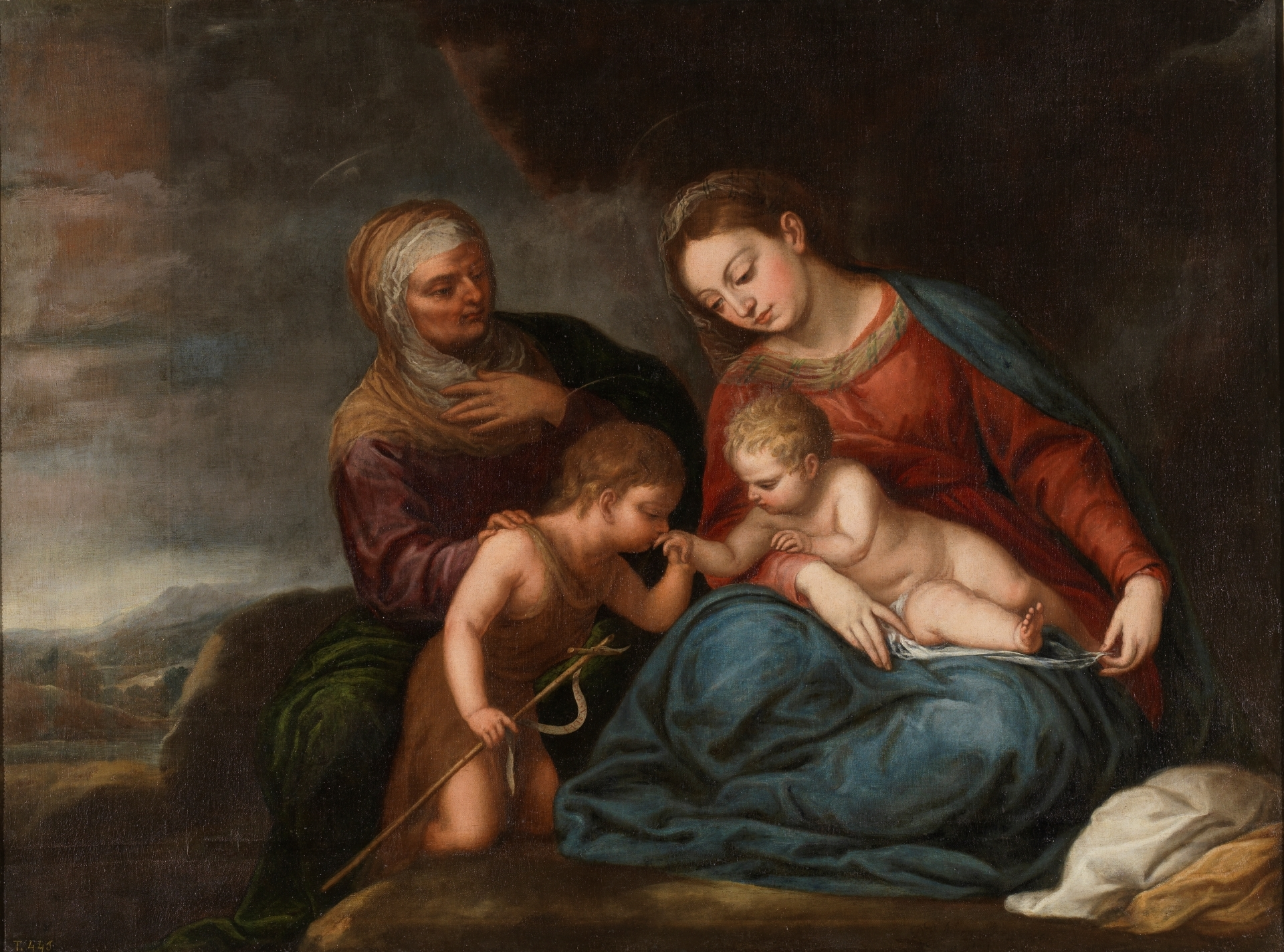
Vergine con il Bambino e Santa Isabella e San Giovannino, Museo del Prado

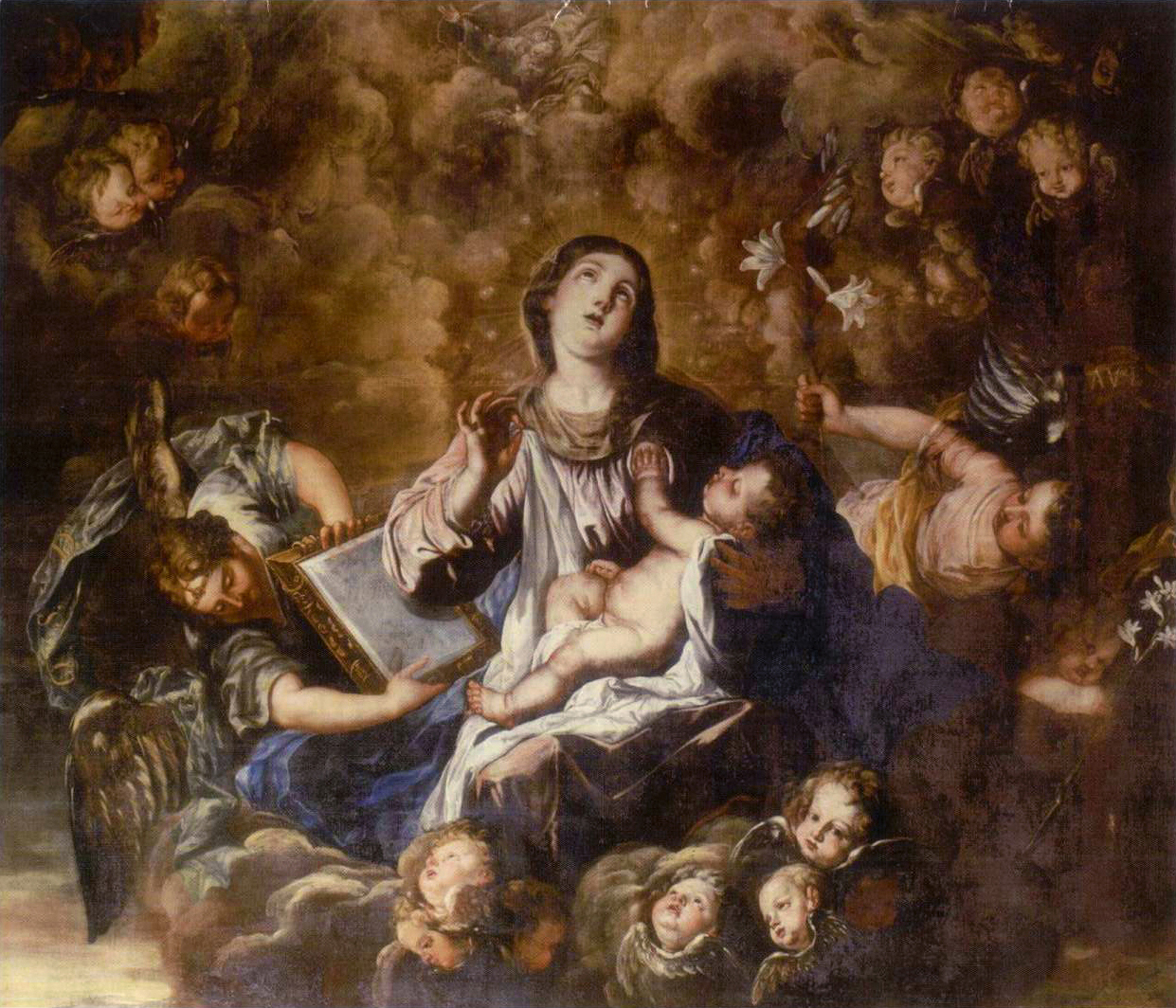
Nostra Signora di Belén (Chiesa dell'incarnazione di Santa Fe, Granada, 1651-1675)

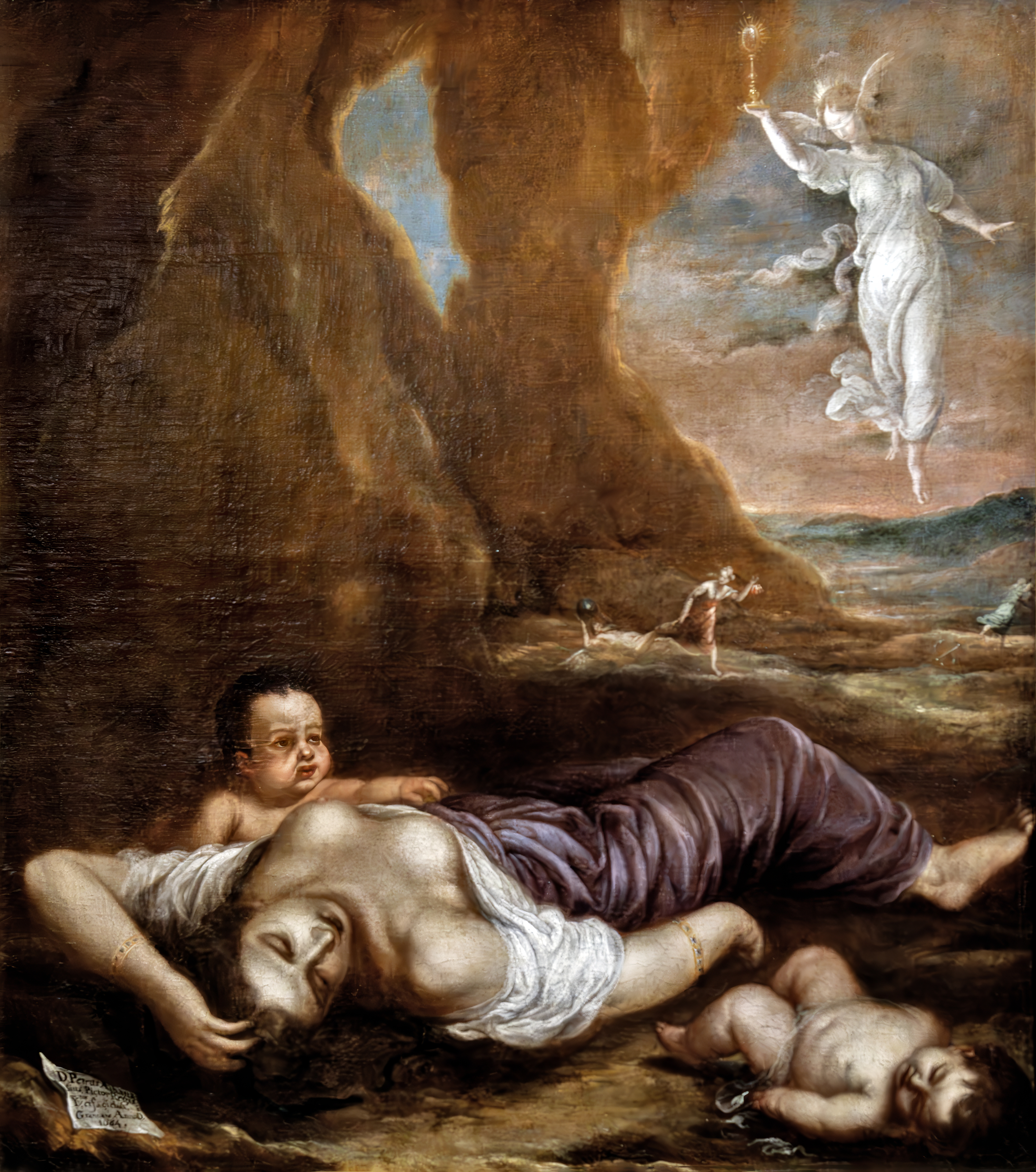
Allegoria della peste, Museo Goya, Castres.

Pedro Atanasio Bocanegra (Granada, 12 maggio 1638 – 1689) è stato un pittore spagnolo.
.

## Biografía
Discepolo di Alonso Cano, Pedro de Moya e Juan de Sevilla, la sua prima opera conosciuta dono le decorazioni delle feste del Corpus Domini della sua città natale nel 1661.
Nel 1670 concluse i dipinti per la chiesa dei santi Giusto e Pastore a Granada.
Nominato pittore della cattedrale, nella sua opera estesa, anche se diseguale, predominano i temi religiosi: Apparizione della Vergine a San Bernardo, Vergine del Rosario.
Uomo orgoglioso e soddisfatto di sé stesso, nel 1676 si recò a Madrid, dopo esser passato da Siviglia. Nella capitale godé della protezione di Antonio de Toledo y Salazar, marchese di Mancera, grazie al quale ottenne il titolo di Pittore del Re. Il Palomino riferisce di diversi incidenti tra Bocanegra e altri pittori madrileni, frutto della sua alterigia.
Il suo stile si avvicina molto al suo maestro Cano, ottenendo un grande fascino nelle sue immagini religiose, rappresentate con molta delicatezza.
Compensò la sua debolezza nel disegno con un colore gradevole, che mostra un interesse per la pittura fiamminga, in special modo per quella di Antoon Van Dyck.
Famoso nel suo tempo, fu uno degli autori più rappresentativi della "scuola di Granada".

## Opere importanti
- Trionfo di Davide (Museo del Prado, Madrid)
- Vergine con il Bambino, Santa Isabella e San Giovannino (Museo del Prado, Madrid)
- Allegoria della peste (Museo Goya, Castres)
- Immacolata Concezione (Museo Diocesano di Arte Sacra, Vitoria)
- Adorazione dell'Eucaristia (convento dei Góngoras, Madrid)
- Allegoria della Giustizia (1676, Accademia di San Fernando, Madrid)
- Vergine con il Bambino e retratti (Collezione Privata, Madrid)
- San Felice di Valois (Cappella di Sant'Anna, Cattedrale di Granada)
- San Giovanni di Mata (Cappella di Sant'Anna, Cattedrale di Granada)